# Maumturks
I Maumturks (Na Sléibhte Mhám Toirc in gaelico irlandese, conosciuti in inglese anche come Maamturks e familiarmente come i Turks) sono un complesso montagnoso del Connemara, famosa regione della Contea di Galway, in Irlanda.
Cime relativamente basse che sfiorano i 600 metri, piuttosto arrotondate, sono comunque apprezzate dai turisti e dagli amanti della natura per i suggestivi panorami. Possono essere definiti come una catena parallela per morfologia e posizione alle più famose Twelve Bens.

## Cime principali
La tabella che segue elenca le principali cime della catena dei 'Maumturks.
| N. | Montagna            | Altitudine       | Nome inglese    |
| -- | ------------------- | ---------------- | --------------- |
| 1  | Binn Idir an Dá Log | 702 m (2 303 ft) | Barrslievenaroy |
| 2  | Leitir Bhriocáin    | 667 m (2 188 ft) | Letterbreckaun  |
| 3  | Binn Mhór           | 661 m (2 169 ft) | BinnMhor        |
| 4  | Binn Chaonaigh      | 633 m (2 077 ft) | Binn Chaonaigh  |